# 중앙아프리카 공화국 쿠프 나시오날
'중앙아프리카 공화국 쿠프 나시오날은 중앙아프리카 공화국의 구내 녹아웃 축구 토너먼트이다.